# Oxyaciura xanthotricha
Oxyaciura xanthotricha är en tvåvingeart som först beskrevs av Mario Bezzi 1913.  Oxyaciura xanthotricha ingår i släktet Oxyaciura och familjen borrflugor. Inga underarter finns listade i Catalogue of Life.